# FUNKY FLUSHIN'
「FUNKY FLUSHIN'」（ファンキー・フラッシン）は、山下達郎の楽曲。通算5作目のシングル『永遠のFULL MOON』のカップリング曲として1979年10月21日に発売されたほか、1990年7月7日には、少年隊の通算16作目のシングルとして発売された。

## 解説
「FUNKY FLUSHIN'」はA面の「永遠のFULL MOON」とともに、山下達郎の担当ディレクター（当時）小杉理宇造が、RVC内に発足させた独立レーベル“AIR”の第1回作品としてリリースされたアルバム『MOONGLOW』と同時発売された。
山下によれば、アルバム『GO AHEAD!』 収録曲「BOMBER」の路線で、よりポップなメロディーを、という意欲から生まれた曲。以後数年間、山下はこうしたポリ・リズムのパターン・ミュージックを作り続けて行くが、リズムの構築という点ではこの作品に一番愛着があるという。オリジナルのトラックはリズム隊の録音グレードや毎夜の徹夜の歌入れで声のコンディションがいまひとつだったことなどが心残りだったことから、1982年リリースのベスト・アルバム『GREATEST HITS! OF TATSURO YAMASHITA』収録に際し、再録音されている。
その後、2002年発売のリマスター盤CD『MOONGLOW』にはオリジナル・ヴァージョンに加え、ボーナス・トラックとして『GREATEST HITS!』収録の別ヴァージョンも収録されたほか、2012年発売のオールタイム・ベスト『OPUS 〜ALL TIME BEST 1975-2012〜』には、オリジナル・ヴァージョンが収録された。

## レコーディング

### オリジナル・ヴァージョン
- 山下達郎  –  Electric Guitar & Background Vocals
- 上原“YUKARI”裕  –  Drums
- 田中章弘  –  Bass
- 椎名和夫  –  Electric Guitar (Incl. Solo)
- 難波弘之  –  Keyboards
- 斉藤ノブ  –  Percussion
- 吉田美奈子  –  Background Vocals
- 数原晋  –  Trumpet
- 岸義和  –  Trumpet
- 向井滋春  –  Trombone
- 粉川忠範  –  Trombone
- 鈴木和雄  –  Tenor Sax
- 砂原俊三  –  Baritone Sax

- 益本憲之  –  Recording & Mixing Engineer

### 別ヴァージョン –Alternate Version–
- 山下達郎  –  Electric Guitar & Background Vocals
- 青山純  –  Drums
- 伊藤広規  –  Bass
- 椎名和夫  –  Electric Guitar (Center)
- 難波弘之  –  Keyboards
- 浜口茂外也  –  Percussion
- 吉田美奈子  –  Background Vocals
- 数原晋  –  Trumpet
- 小林正弘  –  Trumpet
- 向井滋春  –  Trombone
- 粉川忠範  –  Trombone
- 村岡建  –  Tenor Sax
- 砂原俊三  –  Baritone Sax

- 吉田保  –  Recording & Mixing Engineer

## 収録アルバム
| # | タイトル                            | リリース日     | レーベル                  | 規格        | 品番                                                  | 備考 |
| - | ----------------------------------- | -------------- | ------------------------- | ----------- | ----------------------------------------------------- | --- |
| 1 | MOONGLOW                            | 1979年10月21日 | AIR ⁄ RVC                 | LP          | AIR-8001                                              | オリジナル・ヴァージョンを収録。                                                                                     |
| 1 | MOONGLOW                            | 1979年10月21日 | AIR ⁄ RVC                 | CT          | ART-8001                                              | カセット同時発売。                                                                                                   |
| 2 | GREATEST HITS! OF TATSURO YAMASHITA | 1982年7月21日  | AIR ⁄ RVC                 | LP          | RAL-8803                                              | ベスト・アルバム。別ヴァージョンを収録。                                                                             |
| 2 | GREATEST HITS! OF TATSURO YAMASHITA | 1982年7月21日  | AIR ⁄ RVC                 | CT          | RAT-8803                                              | カセット同時発売。別ヴァージョンを収録。                                                                             |
| 3 | COME ALONG II                       | 1984年3月5日   | AIR / RVC                 | LP          | AIR-8005                                              | コンピレーション・アルバム。別ヴァージョンを収録。                                                                   |
| 3 | COME ALONG II                       | 1984年3月5日   | AIR / RVC                 | CT          | ART-8005                                              | カセット同時発売。別ヴァージョンを収録。                                                                             |
| 4 | MOONGLOW                            | 2002年2月14日  | AIR ⁄ BMG FUNHOUSE        | CD          | BVCR-17016                                            | 山下監修によるデジタル・リマスタリング盤。オリジナル・ヴァージョンのほか、ボーナス・トラックに別ヴァージョンを収録。 |
| 5 | OPUS 〜ALL TIME BEST 1975-2012〜    | 2012年9月26日  | MOON / WARNER MUSIC JAPAN | - 4CD - 3CD | - WPCL-11201/4【初回限定盤】 - WPCL-11205/7【通常盤】 | オールタイム・ベスト。オリジナル・ヴァージョンを収録。                                                               |

## タイアップ
- 『イツザイ』（テレビ東京系列、2007年10月20日 – 2009年9月26日）
- 『クイズ!脳ベルSHOW』（BSフジ、2018年10月1日 - ）

## 少年隊のカバー・シングル

### 解説
- 上述の山下達郎のカバー・シングルとしてリリースされた。山下本人がコーラス・アレンジを手がけている。
- 1990年末の『第41回NHK紅白歌合戦・第1部』に、5年連続5回目の出場を果たした。
- カップリング曲の「BOMBER」も、山下達郎が1979年1月25日に「LET'S DANCE BABY」のB面として、発売されたカバー曲である。
- アルバム『Heart to Heart 5years 少年隊…そして 1991』にはAaron Zigmanの編曲による"L.A. Version"が収録されている。
- 2020年のベスト・アルバム『少年隊 35th Anniversary BEST』に収録された。

### 収録曲
| 全作詞: 吉田美奈子、全作曲: 山下達郎、全編曲: 船山基紀。両曲のカラオケは、シングルカセットのみ収録。「BOMBER」は、アルバム未収録。 |                                                          |            |            |                  |      |
| # | タイトル                                                 | 作詞       | 作曲・編曲 | コーラスアレンジ | 時間 |
| 1. | 「FUNKY FLUSHIN'」(PLAYZONE '90 MASK エンディングテーマ) | 吉田美奈子 | 山下達郎   | 山下達郎         | 4:41 |
| 2. | 「BOMBER」                                               | 吉田美奈子 | 山下達郎   |                  | 4:51 |

### 映像作品
FUNKY FLUSHIN'
- PLAYZONE'90 MASK
- SPRING TOUR 92
- 少年隊 DINNER SHOW 愛と勇気
- 少年隊10th ANNIVERSARY LIVE 1995〜1996
- 1998.1.16,17 TOKYO TAKARAZUKATHEATER
- PLAYZONE2003 Vacation
- PLAYZONE2005 〜20th Anniversary〜 Twenty Years…そしてまだ見ぬ未来へ
- PLAYZONE FINAL 1986-2008〜SHOW TIME Hit Series〜 Change

BOMBER
- 少年隊 DINNER SHOW 愛と勇気